# Ottone in villa
Ottone in villa (RV 729) är en opera i tre akter av Antonio Vivaldi till ett libretto av Domenico Lalli (pseudonym för Sebastiano Biancardi). Den är Vivaldis första opera och den uruppfördes den 17 maj 1713 på Teatro delle Grazie i Vicenza.

## Historia
Lallis pastorala drama tilldrar sig i antikens Rom och det är en förkortad version av Francesco Maria Picciolis satiriska libretto till Carlo Pallavicinos opera Messalina (1679). Lalli ändrade emellertid på flera av rollerna i Picciolis libretto. Operan kräver endast fem sångare, ingen kör och inga av de sedvanliga spektakulära, sceniska effekter som var så populära den tiden. Sångarna som Vivaldi skrev för var av samma modesta status och resultatet blev enkel och anspråkslös musik helt olik den mer blomstrande och virtuosa musik som Vivaldi brukade komponera. Verket blev en stor succé och ledde till att Vivaldi utnämndes till ledare för Teatro Sant' Angelo i Venedig året därpå.

## Roller
| Roll       | Rösttyp        | Rollbesättning vid uruppförandet, 17 maj 1713 |
| ---------- | -------------- | --------------------------------------------- |
| Cleonilla  | sopran         | Anna Maria Giusti "La Romanina"               |
| Ottone     | alt            | Diana Vico                                    |
| Caio Silio | sopran kastrat | Bartolomeo Bartoli                            |
| Decio      | tenor          | Gaetano Mossi                                 |
| Tullia     | sopran         | Margherita Fazzoli                            |

## Handling

### Akt I
Den romerska kejsaren Ottones hustru Cleonilla roar sig med sin forne älskare Caio (som fortfarande är kär i henne) och med tjänaren Ostilio. Ostilio är i själva verket Caios älskade Tulia, som har klätt ut sig till kvinna för att få Caios uppmärksamhet. Cleonilla flirtar med Caio och retar Ottone. Ostilio/Tulia påminner Caio om hans älskade Tulia och när svaret uteblir planerar hon att förföra Cleonilla som hämnd. Decio, Ottones förtrogne, varnar att Rom har blivit oroligt under hans frånvaro. Cleonilla uttrycker sin kärlek till Ostilio. Caio som har hört allting utmanar Ostilio på duell.

### Akt II
Decio varnar Ottone för Cleonillas otrohet. Caio påminns om sina skyldigheter till Tulia av ett "eko" - den utklädda Tulia. När Ostilio närmar sig hotar Caio att avslöja honom. Caio som känner sig ignorerad av Cleonilla lämnat ett brev i vilket han begär en förklaring för hennes reaktion. Ottone finner Cleonilla och läser brevet. Hon bortförklarar hans anklagelser genom att låtsas det var skrivet till Tulia, och att hon hjälper Caio att återfå hennes kärlek. Hon skriver ett brev till Tulia och Ottone erbjuder sig att överlämna båda breven. Han konfronterar Caio som inser att Cleonillas har försökt att hjälpa honom.

### Akt III
Decios varningar om Roms uppror intensifieras. Cleonilla åthutar Caio i Ostilios närvaro. Caio gömmer sig och ser Cleonilla förföra Ostilio varpå han hotar att döda "honom". Ottone avbryter och hotar Ostilio som avslöjas vara Tulia. Caio återförenas med Tulia och Ottone med sin Cleonilla.

## Inspelningar
- Vivaldi: Ottone in Villa – Patrizia Pace (Cleonilla, sopran), Anna Maria Ferrante (Tullia, sopran), Aris Christofellis (Caio, falsettist), Jean Nirouët (Ottone, countertenor), Luigi Petroni (Decio, tenor); Ensemble Seicentonovecento; Flavio Colusso (dirigent). Inspelad september 1993. Skivbolag: Bongiovanni 10016/18.
- Vivaldi: Ottone in Villa – Susan Gritton (Cleonilla, sopran), Monica Groop (Ottone, mezzosopran), Nancy Argenta (Caio Silio, sopran), Mark Padmore (Decio, tenor), Sophie Daneman (Tullia, sopran); Collegium Musicum 90; Richard Hickox (dirigent). Live-insplning (1997) av Eric Cross. Skivbolag: Chandos Chaconne 0614.[3]